# Ímã de neodímio

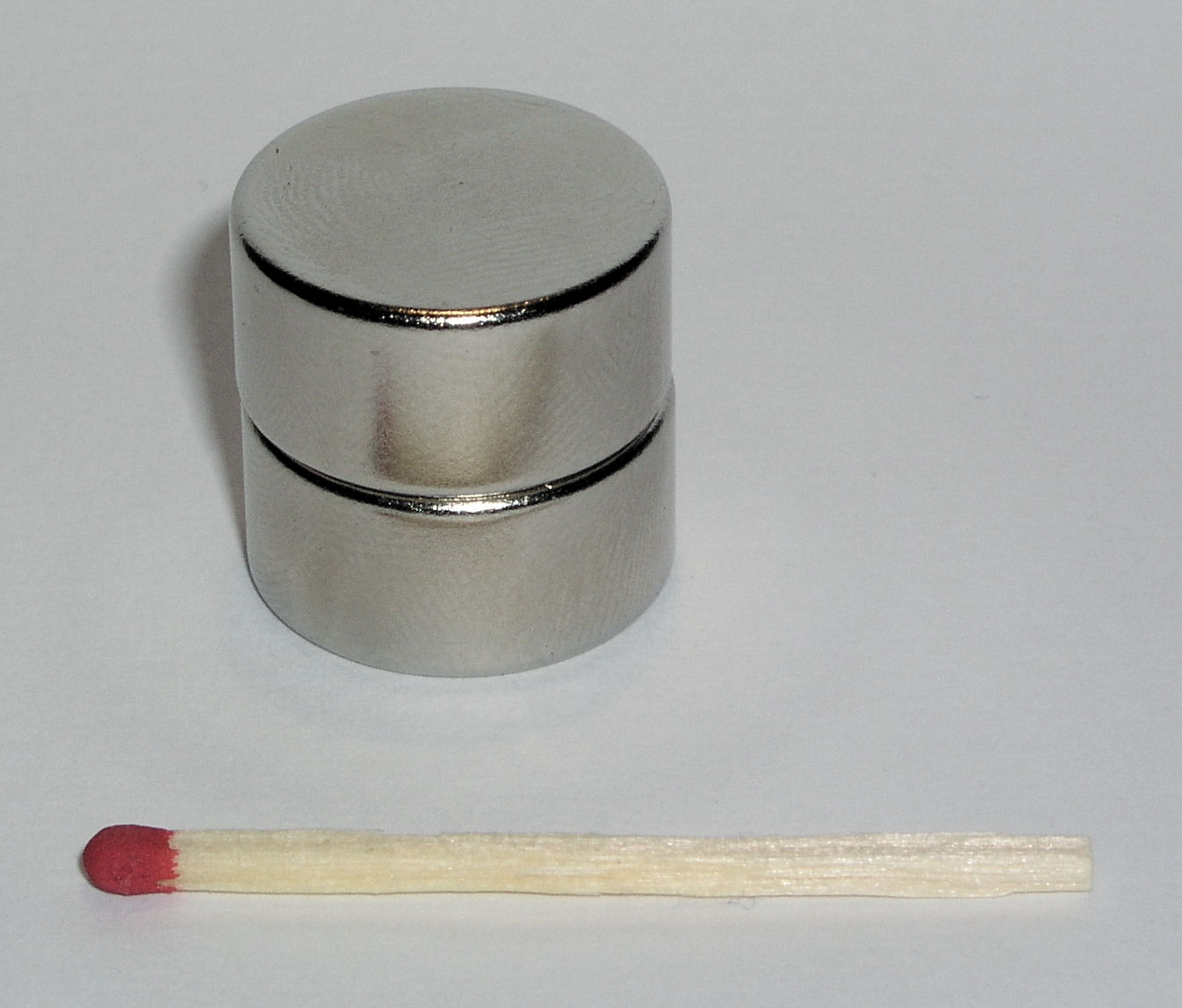
Ímãs de neodímio como o da figura acima têm uma cor prateada brilhante, devido a uma camada de tratamento superficial niquelada que tem por objetivo proteger o material contra oxidação. Mesmo neste tamanho, têm uma força magnética considerável.

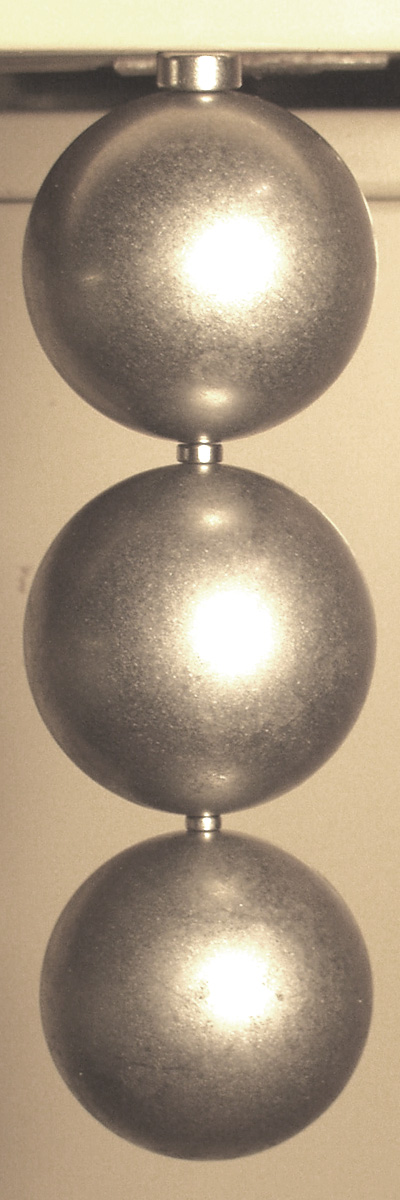
Ímãs de Neodímio podem facilmente sustentar milhares de vezes seu próprio peso.

O ímã de neodímio também chamado de 'ímã de neodímio-ferro-boro', ou menos especificamente de 'imã de terras raras' é um poderoso imã feito a partir de uma combinação de neodímio, ferro e boro — Nd2Fe14B — que foi desenvolvida nos anos 1980, em paralelo, pela General Motors e pela Sumitomo special metals. Sua intensidade pode ser medida pelo seu produto energético máximo, em megagauss-oersteds (MGOe) (1 MG·Oe = 7,957 kJ/m³). Essa intensidade varia de 12 a 15, nos ímãs aglomerados de neodímio (bonded magnets) e de 24 a 54 nos ímãs sinterizados.
Há um constante trabalho para aumentar essa energia até que um limite de cerca de 60 será alcançado. Um ímã com produto energético de 48 MGOe tem um campo magnético remanescente de 1,38 teslas e campo coercivo (Hc) de 13.000 oersteds (1 MA/m). Para alcançar a mesma força do ímã de neodímio usando ímãs de cerâmica, é necessário um volume 18 vezes maior do material comparado ao de neodímio.

## Descoberta do imã de Neodímio
Uma das motivações para o desenvolvimento desse imã foi o pico de produção de petróleo nos Estados Unidos, atingido em 1971, e os subsequentes choques no preço do petróleo em 1973 e 1979. A evidente necessidade de encontrar uma alternativa ao petróleo para o setor de transportes criou uma corrida pelo desenvolvimento de motores elétricos mais leves, eficientes e potentes, que precisavam de imãs superiores aos disponíveis na época. Apesar de serem mecanicamente frágeis, imãs de Neodímio possuem um campo magnético residual e coercividade elevados, e uma temperatura de Curie menor que imãs de Ferrita ou Samário-Cobalto. Imãs de Neodímio perdem progressivamente suas propriedades a medida que são aquecidos, o que introduz dificuldades em algumas aplicações como na produção de energia eólica. Entretanto, em 1986 pesquisadores chineses descobriram que substituindo parcialmente o Neodímio por Disprósio imãs mais resistentes a temperatura eram obtidos.

## Aplicações
Hoje estes são os principais imãs em geradores eólicos do tipo "direct-drive", em que não é necessária uma caixa de transmissão. Essa tecnologia permite que sejam construídos geradores eólicos maiores e mais altos. Entretanto, cerca de 650 kg de imã (ou aproximadamente 200 kg de Neodímio) são necessários para cada megawatt de potência eólica, e por isso  pesquisadores no mundo todo procuram desenvolver alternativas, que reduzam o consumo de terras-raras para essa aplicação.
Ímãs de Neodímio substituiram os imãs de samário-cobalto em muitas aplicações, entretanto, quando temperaturas de operação desses dispositivos são elevadas os imãs de Samário-cobalto ainda são necessários.
Usados em muitos tipos de motores elétricos e discos rígidos, os ímãs de Nd2Fe14B são também muito populares entre curiosos. Um pequeno imã pode possuir propriedades incríveis - ao se aproximar de um material não magnético condutor de eletricidade, ele exibe uma "freagem" graças a correntes elétricas que são induzidas no condutor. Uma excelente demonstração desse efeito pode ser realizada ao se deixar cair um imã de Nd no interior de um cano de cobre. O imã irá cair através do cano muito mais devagar do que seria o normal. Um imã médio interage forte o suficiente com o campo magnético terrestre para que ele se alinhe aos pólos magnéticos, como uma bússola. Imãs cilíndricos e em formato de disco em especial reagem ainda melhor. Imãs de Nd são usados em quase todos os fones de ouvido produzidos.

## Cuidados
Cuidados devem ser tomados quando se usa um imã de neodímio. Mesmo um pequeno imã é capaz de destruir o conteúdo de um disco rígido (HD), de um disquete, todas as mídias magnéticas, de modo que as informações fiquem irrecuperáveis. Esses imãs são normalmente fortes o suficiente não apenas para magnetizar as cores de tensores e monitores a base de CRT, mas também para deformar fisicamente partes do monitor. Esse tipo de dano é tipicamente irreparável desmagnetizando-o apenas via sua configuração.
Esses imãs devem sempre ser manipulados cuidadosamente. Alguns imãs que são ligeiramente maiores que uma moeda de 25 centavos (antiga) são fortes o suficiente para sustentar mais de 10 kg. Eles são perigosos, sendo capazes de prensar a pele ou dedos quando atraídos por um objeto magnético. Por serem feitos de "pós" e folheações, os imãs são muito frágeis e podem quebrar em temperaturas superiores a 80 °C (ao passar de 80°C ele é sujeito a perder sua força magnética), ou se sujeitos a impactos com outro imã. Quando eles quebram, pode ser de maneira tão rápida que pedaços podem voar e causar danos aos olhos. Imãs desse tipo devem ser mantidos longe de aplicações elétricas, cartões magnéticos e monitores, pois o dano nesses pode ser irreparável.
1. ↑  Croat, J. J.; Herbst, J. F.; Lee, R. W.; Pinkerton, F. E. (15 de março de 1984). «Pr‐Fe and Nd‐Fe‐based materials: A new class of high‐performance permanent magnets (invited)». Journal of Applied Physics. 55 (6): 2078–2082. ISSN 0021-8979. doi:10.1063/1.333571
2. ↑  Sagawa, M.; Fujimura, S.; Togawa, N.; Yamamoto, H.; Matsuura, Y. (15 de março de 1984). «New material for permanent magnets on a base of Nd and Fe (invited)». Journal of Applied Physics. 55 (6): 2083–2087. ISSN 0021-8979. doi:10.1063/1.333572
3. ↑  Belançon, Marcos Paulo; Belançon, Marcos Paulo (2018). «O ensino do spin: uma abordagem integrada a tecnologia e a sociedade». Revista Brasileira de Ensino de Física. 40 (4). ISSN 1806-1117. doi:10.1590/1806-9126-rbef-2017-0377
4. ↑  Li, Wei; Jiang, Long; Wang, Dewen; Sun, Tianduo; Zhu, Jinghan (dezembro de 1986). «Rare-earth-transition-metal-boron permanent magnets with smaller temperature coefficients». Journal of the Less Common Metals (em inglês). 126: 95–100. doi:10.1016/0022-5088(86)90253-5
5. ↑  «Substitution strategies for reducing the use of rare earths in wind turbines». Resources Policy (em inglês). 52: 349–357. 1 de junho de 2017. ISSN 0301-4207. doi:10.1016/j.resourpol.2017.04.010
6. ↑  Riba, Jordi-Roger; López-Torres, Carlos; Romeral, Luís; Garcia, Antoni (maio de 2016). «Rare-earth-free propulsion motors for electric vehicles: A technology review». Renewable and Sustainable Energy Reviews (em inglês). 57: 367–379. doi:10.1016/j.rser.2015.12.121